# アラゴ (小惑星)
アラゴ (1005 Arago) は小惑星帯に位置する小惑星。クリミア半島のシメイズ天文台で、ソビエト連邦の天文学者セルゲイ・ベリャフスキーによって発見された。
フランスの物理学者で、天文学者としても活動したフランソワ・アラゴに因んで命名された。